# Jan Kapołka
Jan Kapołka (ur. 1891 w Szopienicach, zm. styczeń 1968) – polski architekt, działający głównie na Górnym Śląsku.

## Życiorys
Urodził się w 1891 roku w Szopienicach (obecnie dzielnica Katowic). Od 1934 roku należał do Stowarzyszenia Architektów Polskich okręgu Katowice. We wcześniejszych latach należał do Związku Architektów Na Śląsku. W latach międzywojennych pracował na Wydziale Komunikacji i Robót Publicznych Śląskiego Urzędu Wojewódzkiego w Katowicach, zakończył pracę w 1939 roku. Po zakończeniu II wojny światowej pełnił funkcję pełnomocnika do spraw przejmowania obiektów poniemieckich.
Zmarł w styczniu 1968 roku. Został pochowany na cmentarzu przy ul. Sienkiewicza w Katowicach.

## Działalność
Nadzorował i kierował budową katowickiej Katedry Chrystusa Króla.

### Projekty
- klasztor Misjonarzy Oblatów na Koszutce[3],
- gmach Prywatnego Katolickiego Gimnazjum Męskiego im. św. Jacka w Katowicach[4],
- kościół Matki Boskiej Szkaplerznej w Imielinie,
- kościół Matki Boskiej Nieustającej Pomocy i św. Rozalii w Maciejkowicach (rozebrany 2004),
- kościół św. Józefa Robotnika w Józefowcu (1939),
- kościół Wniebowzięcia NMP w Przełajce[1],
- projekt domu mieszkalnego dla urzędników policji w Katowicach (1928)[3],
- projekt domku robotniczego (1928).

## Odznaczenia
- Pro Ecclesia et Pontifice[2]